# Alvin Corneal
Alvin Ainsley Corneal (né le 13 octobre 1937) est un dirigeant de football de Trinité-et-Tobago, anciennement joueur et entraîneur de football.
Pendant sa carrière de joueur Alvin Corneal fait partie de l'équipe de Trinité-et-Tobago de football, notamment lors des qualifications pour la Coupe du monde de 1966 où il inscrit un but. Après sa carrière sur les terrains, il devient entraîneur de la sélection de Trinité-et-Tobago,. Il est aussi membre du Technical Study Group, un groupe d'étude chargé d'étudier les évolutions techniques et tactiques du jeu, lors de la Coupe du monde de 2006.